# 錦絵新聞
錦絵新聞（にしきえしんぶん）とは、日本の明治初期の数年間に発行されていた視覚的ニュース・メディアで、一つの新聞記事を浮世絵の一種である錦絵一枚で絵説きしたもの。グラフィックとしての錦絵に着目して新聞錦絵と呼ばれることもある。
錦絵新聞は、浮世絵の特色のうち「報道的な性格」を強く持っていた。ほとんどが明治7年（1874年）から明治14年（1881年）にかけてのごく短期間に発行され、やがて小新聞に押されて姿を消していった。

## 歴史と性格
明治初期に東京で創刊された「新聞」は東京土産になるほど流行したが、知識人層向けで振り仮名や絵もなく、一般大衆には読みにくいものであった。この「新聞」を浮世絵の題材に取り上げて、平仮名しか読めない大衆も絵と平易な詞で理解できるようにしたものが錦絵新聞である。土屋礼子は「非知識人層を読者対象とした小新聞に連なるニュース媒体であった」と位置づける。錦絵新聞は近代ジャーナリズムの勃興期に、新聞というものを一般大衆の身近なものにしたメディアであった。
最初の錦絵新聞は、1874年（明治7年）7-8月ごろに発行された。東京の版元「具足屋」が東京日日新聞の記事を題材に、落合芳幾の錦絵にふりがなつき解説文を添えて錦絵版の「東京日日新聞」として売り出したものである。錦絵というグラフィックを用いてセンセーショナルな事件を報じるメディアであり、「猟奇的・煽情的な内容」は「現代の写真週刊誌に似た性格のもの」であるとされた。
錦絵版東京日日新聞は、錦絵のわかりやすさと「新聞」の目新しさ、トピックの面白さで大変な人気を得た。これに倣って、郵便報知新聞の記事に月岡芳年の錦絵を添えたもののほか、東京、大阪、京都などの版元から約40種もの錦絵新聞が続々と誕生した。しかし、錦絵新聞同様の平易な文章と内容に、錦絵より作成に時間のかからない単色ずりの挿絵を組み合わせた小新聞（こしんぶん）が発行されるようになると、これに押されて錦絵新聞は誕生から10年もたたないうちにほとんど姿を消した。

### メディアとしての錦絵新聞
錦絵新聞は「発想・スタイルの目新しさとゴシップ主体の性格」が受け、それまで新聞に縁のなかった一般大衆に大人気となった。振り仮名があるニュースの絵説きは漢字をあまり知らない層でも容易に読めたため、「新聞」の面白さを一般大衆に知らしめることとなったのである。視覚的報道メディアとして、またゴシップ・ジャーナリズムの媒体として、のちの写真週刊誌やテレビのワイドショーにも通ずるものがある。「新聞」と同じく、東京土産としても喜ばれた。
しかし、速報性という点では、新聞記事の後追いであり、早くとも数日遅れ、題材によっては何か月も後の発行であった。錦絵新聞の成功を追うように平仮名絵入新聞のような、絵と振り仮名をそなえた小新聞が発行され始めると、それに押されるように錦絵新聞は大衆の視野から消えていった。廃れた理由は、速報性においては新聞に劣ることのほか、「民衆の錦絵離れ」が指摘されている。
錦絵新聞の絵師は小新聞の挿絵画家に、文章筆者は小新聞の記者、寄稿者になったものも少なくない。版元であった絵草子屋の中には、新聞の販売を担当するようになったものもあった。
なお、東京日日新聞や郵便報知新聞の錦絵版のように多数の発行が確認されるもののほか、本紙の宣伝や付録として、ごく限られた回数のみ発行されたものもある。

### 浮世絵としての「新聞錦絵」
浮世絵として見る場合は、新聞を題材とした錦絵、という意味で「新聞錦絵」と呼ばれることもある。新聞錦絵は、印刷技術的には錦絵（浮世絵版画）の一形態ではあるが、芸術作品としてはなかなか評価されなかった。題材が生々しく、また芳幾や芳年のような、美術的に評価の高い絵師による錦絵ばかりではなかったことも一因である。早くから新聞錦絵に注目していた研究者として、小野秀雄と宮武外骨が挙げられる。
風俗・社会・文化の視覚的資料としては高い価値がある。当時の風俗はどんなものであったか、どのような事件があってどう受け止められていたか、大衆がどのような事象に興味を持っていたか、を視覚的に知ることができる。
明治の浮世絵の例にもれず、新聞錦絵には舶来の安いアニリン系の洋紅や紫ムラコが使用され、鮮やかでいささかどぎつい効果をあげ、幕末までの浮世絵と色調が異なる。

### 錦絵新聞の題材
新聞記事の中でも特にジャーナリスティックで猥雑な題材が選ばれた。
- 犯罪、刃傷沙汰、殺人事件
- 情痴事件、ゴシップ
- 珍談奇談、怪異譚
- 美談、孝行話、教育もの
- 異人もの、巡査もの
- 西南戦争

## 略年表
- 1868年（慶応4年）2月24日、日本初の新聞、中外新聞が創刊される（発行頻度はおおむね、4、5日毎[13]。）
- 1871年1月28日（明治3年12月8日）、日本初の日本語の日刊新聞、「横浜毎日新聞」が創刊される。
- 1872年（明治5年）2月21日、「東京日日新聞」が東京初の日刊紙として創刊される。
- 同年6月10日、「郵便報知新聞」が週刊新聞として創刊される（翌年6月6日より日刊紙）。
- 1874年（明治7年）7-8月ごろ、錦絵版「東京日日新聞」が創刊される。
- 1875年（明治8年）、錦絵版「郵便報知新聞」、「大阪錦画新聞」が創刊される。
- 同年4月、東京で高畠藍泉を編集長として小新聞「平仮名絵入新聞」が創刊される。このころ錦絵版「郵便報知新聞」発行停止。
- 同年9月、新出版条例公布、改印制度廃止。このころ「錦画百事新聞」創刊される。
- 同年11月、小新聞「仮名読新聞」（東京）、「浪花新聞」（大阪）が創刊される。
- 1876年（明治9年）9月 平仮名絵入新聞が東京絵入新聞と改題され日刊化。同時期に「東京日日新聞」錦絵版の発行停止[14]。「錦画百事新聞」最終の190号発行。
- 1877年（明治10年）、西南戦争が起こり、これを主題とする錦絵新聞が3月から5月にかけて発行される。この戦争を境に、東京と大阪の錦絵新聞はほぼ廃刊。
- 明治14年、京都で「錦画新聞」が発行される[15]。

参考資料：『大阪の錦絵新聞』、『明治のジャーナリズム精神』、全国新聞総合目録データベース

## 主な錦絵新聞

### 東京の錦絵新聞
東京で発行された錦絵新聞は多くが大判の錦絵であった。代表的絵師である落合芳幾と月岡芳年は、歌川国芳門下の兄弟弟子であった。その他、豊原国周、鮮斎永濯（小林永濯）、山崎年信、梅堂国政、歌川孟斎、真斎芳州、三島蕉窓など。

#### 東京日日新聞

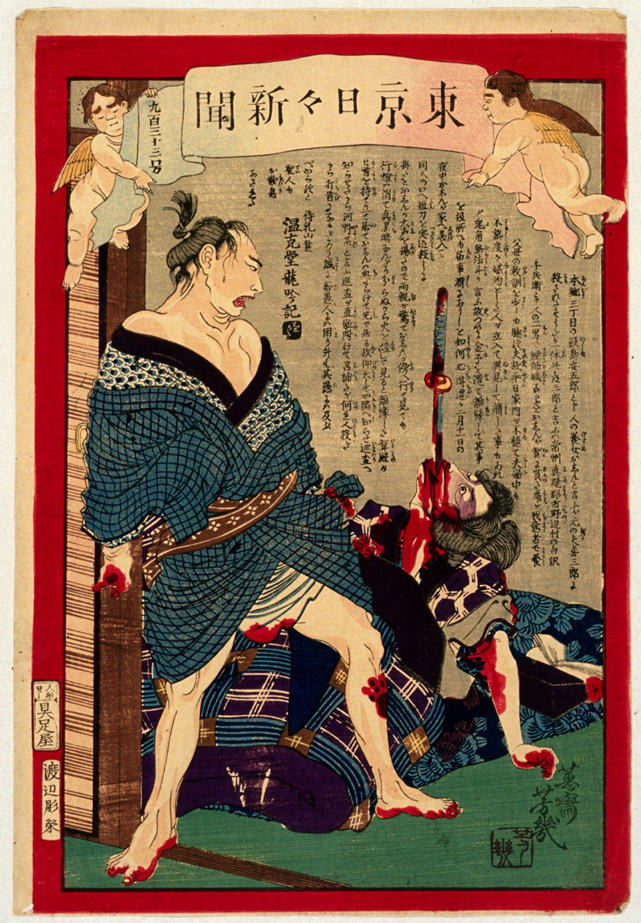
東京日々新聞 933号。錦絵に記された号数は引用元の日刊紙の号数であり、錦絵版が発行された号数ではない。

日刊紙「東京日日新聞」を元に作成された錦絵版「東京日日新聞」
- 版元：絵草子屋「具足屋」福田嘉兵衛
- 絵師：落合芳幾
- 文章筆者：高畠藍泉、条野伝平、西田伝助、岡田治助など
- 赤い枠と天使の枠飾りを特徴とする。他の錦絵新聞がこの天使の意匠を流用している場合が少なからずある。

芳幾は写実的な画風で、錦絵の空白部分に直接詞書きを置く画賛のような書き方であった。

#### 郵便報知新聞

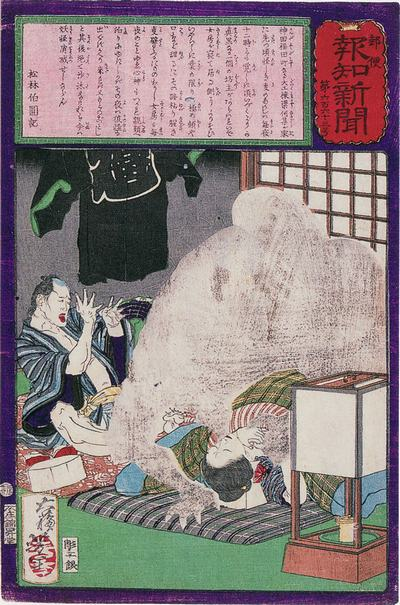
黒坊主（郵便報知新聞 663号） - 芳年画、松林柏円文

日刊紙郵便報知新聞を元に作成された錦絵版「郵便報知新聞」
- 版元：絵草子屋「恵比寿屋錦曻堂」熊谷庄七
- 絵師：月岡芳年、
- 文章筆者：松林柏円、三遊亭円朝など
- 紫の枠に題号部分の赤い背景色、文章は上部にコラム形式、が基本形。

明治8年（1875年）『郵便報知新聞錦絵』発行開始。芳年の錦絵は、背景まで写実的に細かく書き込まれ、文章部分と錦絵部分が明確に区分されていた。このほか、郵便報知新聞をもとにした豊原国周の錦絵シリーズも残されている。

#### その他
- 錦絵版「朝野新聞」
- 錦絵版「仮名読新聞」
- 錦絵版「東京毎夕新聞」
- 錦絵版「歌舞伎新報」
- 「各種新聞図解」
- 「大日本国絵入新聞」
- 「東京各社撰抜新聞」
- 「新聞図解」
- 「諸国珍談新聞ばなし」
- 「新聞づくし」
- 「新聞絵解づくし」
- 「東京錦絵新聞」 - 西南戦争もの

### 大阪の錦絵新聞
大阪や京都でも錦絵新聞は発行された。大阪では日刊紙が定着していなかったこともあり、東京の錦絵新聞よりもニュース媒体としてもっと大きな役割を果たした。B5大の中判が主である。
絵師としては、二代長谷川貞信と笹木芳瀧、笹木芳光、柳桜茂広が複数の錦絵新聞にかかわるほか、二代木下広信、後藤芳景、鈴木雷斎、玉亭芳峰など。
- 「大阪錦画新聞」
- 「大阪錦絵新聞」
- 「大阪錦画新話」
- 「大阪新聞錦画」
- 「大阪日々新聞」
- 「大阪日々新聞紙」
- 「大阪錦画日々新聞紙」
- 「日々新聞」
- 「新聞図解」
- 「郵便報知新聞錦画」
- 「錦画百事新聞」 - 大阪で最も多数発行された錦絵新聞。1875年9月から1876年9月の間に190号を数えた。長谷川貞信ら
- 「勧善懲悪錦画新聞」
- 「有のそのまま」 - 西南戦争もの
- 「鹿児島県まことの電知」 - 西南戦争もの
- 「浪花珍聞」 - 西南戦争もの
- 「有たそのまま」
- 「錦画新聞」 - 縮小版

### その他地域の錦絵新聞と類似刊行物
京都では「西京錦絵新聞」、「錦絵新聞」が刊行されたほか、名古屋、高知、新潟、津、金沢でも錦絵新聞があったとされるが、これには、ニュースメディアとしてではなく、「本紙の付録」としての位置づけのものも混じる。つまり、錦絵新聞の形態をとる刊行物の中には、本紙の宣伝・付録として付属的に作成されたものも含まれる。
一方、錦絵と説明の組み合わせが錦絵新聞に近い様式をもつが、内容が「新聞記事」ではないため「錦絵新聞」とは言えないものに、「勧善懲悪読切講釈」や「名誉新聞」等がある。

## 資料

### 関連文献
- 小野秀雄編著 『新聞錦絵』 毎日新聞社、1972年。
- 伊丹市立美術館編 『明治大阪の錦絵新聞 : 大衆ジャーナリズムの開花』 伊丹市立美術館、2006年。
- 木下直之・吉見俊哉編 『ニュースの誕生 : かわら版と新聞錦絵の情報世界』東京大学総合研究博物館、1999年。（東京大学コレクション; 9）
- 猿田量編 『新聞錦絵 : 文明開化の事件簿』 ジャーナリズム史研究会、1988年。
- 大阪城天守閣編 『明治の錦絵新聞 : テーマ展示』 大阪城天守閣特別事業委員会、1980年。（南木コレクションシリーズ; 6）

### 関連メディア
コンピュータファイル
- かわら版・新聞錦絵研究会編 『ニュースの誕生 : 小野秀雄コレクション : かわら版・新聞錦絵データベース = The birth of the News : Visual media in 19th-century Japan』ボイジャー、2000年。
- 土屋礼子編 『日本錦絵新聞集成』 CD-ROM版、文生書院、2000年。(Bunseishoin digital library)

### コレクション
- 東京大学 小野秀雄コレクション
- 早稲田大学 西垣文庫（西垣武一コレクション）
- 日本新聞博物館 錦絵新聞のコレクションあり
- 大阪城天守閣所蔵「南木コレクション」 -

### 錦絵新聞コレクション
- 東京大学大学院情報学環・学際情報学府図書室Web Gallery:情報学環所蔵 貴重資料:（小野秀雄コレクション）新聞錦絵 30選(1)、(2)、(3)
- 早稲田大学図書館古典籍総合データベース
  - 東京日々新聞、カタログ
  - 郵便報知新聞、カタログ
  - 錦画新聞
  - 錦画百事新聞、カタログ
- 全国新聞総合目録データベース